# Angelica femmina ribelle
Angelica femmina ribelle è una miniserie televisiva in quattro puntate, ricavato dal montaggio di scene tratte dai film della saga cinematografica di Angelica. Fu trasmesso dal 25 febbraio al 18 marzo 1985. 

## Trama

### Prima puntata
Nella Francia del Re Sole, Angelica, figlia di un barone decaduto, è costretta a sposare il ricco ma zoppo e sfigurato Joffrey de Peyrac, conte di Tolosa. L’iniziale rifiuto di Angelica per il marito lascia il posto ad un fascino che piano piano si trasforma in amore. Quando Joffrey viene arrestato per ordine del re e processato con l'accusa di essere uno stregone, la donna combatterà con tutte le sue forze per dimostrare la sua innocenza, senza però riuscirvi.
Condannato a morte e giustiziato Joffrey, Angelica si rifugia alla Corte dei Miracoli nei bassifondi di Parigi, il cui capo Calembredaine altri non è che il suo amico d'infanzia Nicola. Divenuta la "regina degli straccioni", Angelica si trova subito coinvolta nelle lotte tra le opposte fazioni che compongono la sua "corte".

### Seconda puntata
In una scontro con la polizia, Nicola muore e Angelica si stabilisce in una taverna che, grazie alle sue abilità commerciali, diviene ben presto un locale di moda. 
Una sera, un gruppo di nobili - di cui fa parte tra gli altri Monsieur, il fratello del re - si mette a fare baldoria, devasta il locale ed uccide il piccolo Linot, un ragazzino che faceva parte della Corte dei Miracoli. Per vendicarsi di loro, Angelica, con l'aiuto del poeta Claude le Petit, denuncia, tramite alcuni libelli, i nobili che erano presenti all'omicidio. Desgrez riesce ad impedire che il libello con il nome di Monsieur venga distribuito concedendo in cambio ad Angelica una licenza di esclusiva della cioccolata. Nel frattempo però Claude viene arrestato ed impiccato per ordine di Monsieur e questo getta Angelica nello sconforto. Decisa a porre fine alla propria esistenza, grazie a Desgrez la donna rinsavisce e abbandona i suoi progetti suicidi.
Passa del tempo ed Angelica si è ormai creata una fortuna con il commercio della cioccolata. Desiderosa di riprendere il posto che le spetta a corte, Angelica inizia una relazione con suo cugino, il marchese Filippo di Plessis-Bellière. In seguito all'arresto di Fouquet i vecchi congiurati della Fronda si riuniscono e progettano di eliminare Angelica, colpevole di aver nascosto anni prima un cofanetto contenente del veleno destinato al re. Filippo di Plessis-Bellière glielo impedisce offrendosi di distruggere il cofanetto. Angelica ricatta quindi il cugino dicendogli che gli darà il cofanetto solamente una volta che saranno sposati. Filippo accetta ma al momento delle nozze Angelica, disgustata dal cugino, gli consegna il cofanetto affermando di non volerlo più sposare. Alcuni giorni dopo Angelica viene invitata a Versailles, dove Filippo chiede al re il formale permesso di sposare Angelica.
Alcuni anni dopo, morto Filippo nella Guerra nelle Fiandre, Angelica abbandona la corte e si ritira nelle sue terre. Luigi XIV la richiama però a corte e le affida una delicata missione diplomatica: recarsi dall'ambasciatore persiano Bachtiary Bey con l'intento di agevolare la firma di un trattato di alleanza tra i due Paesi. In cambio la donna riavrà il possesso del palazzo di Parigi appartenuto al conte di Peyrac. 

### Terza puntata
Bachtiary Bey, l'ambasciatore persiano, conduce Angelica nella sua dimora e qui tenta di abusare di lei ma fortunatamente per la donna giunge a salvarla Stanislao Ràkóczi, principe ungherese e cognato di Luigi XIV, incaricato segretamente da Desgrez di salvarla. Il Bey, furioso per quanto accaduto, intende lasciare in fretta la Francia, ma Angelica fa ritorno da lui per fermarlo e lo convince a recarsi a Versailles per firmare il trattato. Per ricambiare i doni fatti dall'ambasciatore, Luigi XIV chiede al Bey cosa desiderebbe e questi chiede come dono la marchesa de Plessis-Bellières. Per salvare Angelica, interviene Colbert che afferma dinnanzi alla corte intera che la marchesa è la favorita del re. 
In seguito Angelica è costretta a dare rifugio in casa sua a Racoczi, braccato dalla polizia. Al mattino Desgrez arresta Angelica e la conduce dinnanzi al re. Il sovrano è furioso con Angelica, ma la donna, facendo leva sull'amore che il re prova per lei, riesce a riappacificarsi con lui. A corte l'interesse del sovrano per Angelica suscita la sempre maggior invidia di Madame de Montespan. Una notte, mentre è ospite a Versailles, Angelica riceve la visita di Desgrez, il quale la prega per il suo bene di lasciare la reggia avvertendola di aver sventato un tentativo di avvelenarla. La donna si rifiuta di lasciare Versailles e poco dopo viene convocata dal re. Il sovrano tenta di sedurla ma lei lo rifiuta accusandolo di essere responsabile della morte del marito Jeoffrey de Peyrac. Il re allora le rivela che a bruciare sul rogo non fu il conte di Peyrac, ma il cadavere di un altro condannato che gli era stato sostituito dietro suo ordine. Il re informa però la donna che, mentre veniva condotto in una fortezza dove sarebbe stato imprigionato, Peyrac riuscì ad evadere finendo però con l'annegare nel fiume. 
Sconvolta per quanto appreso, Angelica ottiene dal re il permesso di tornare a casa, dove sfugge per poco ad un altro tentativo di avvelenamento orchestrato da Mademoiselle Desoeillet. Angelica incarica il nano Barcarole di indagare sulla Desoeillet e questi scopre che durante la notte essa si reca a casa della Voisin. La notte seguente vi si recano anche Angelica e Barcarole e qui assistono ad una messa nera celebrata sul corpo nudo di quella che Angelica riconosce essere Madame de Montespan. Come il sacerdote sta per sacrificare un bambino, Angelica rivela la sua presenza urlando ed è quindi costretta alla fuga per evitare di essere uccisa dai partecipanti al rito. Durante la fuga, Barcarole viene però ucciso. Angelica contatta Desgrez e gli rivela quanto accaduto e gli comunica il suo desiderio di raccontare tutto anche al re. Per evitare di sollevare uno scandalo senza prove, Desgrez rivela alla donna di aver scoperto che Joffrey è vivo: sopravvissuto all'annegamento e curato dai monaci di un'abbazia, Peyrac era tornato a Parigi passando da un tunnel sotterraneo che collega il cimitero degli Innocenti al pozzo che sorge sul giardino del suo palazzo. Qui Peyrac aveva recuperato del denaro per poi dirigersi verso il sud della Francia, dove Desgrez ne ha perse le tracce. Angelica vorrebbe partire subito alla ricerca del marito, ma Desgrez la convince a non partire prima dell'indomani non essendo le strade sicure durante la notte.
Durante la notte, Joffrey entra nel palazzo per contemplare Angelica mentre dorme serenamente. Mentre sta per andarsene, sorprende un uomo che si dirige verso la stanza di Angelica con un pugnale in mano: questo assassino è stato inviato dalla Voisin e dagli altri partecipanti alla messa nera per mettere a tacere la donna prima che possa parlare al re. Joffrey uccide l'assassino, ma il rumore sveglia Angelica che corre felice incontro al marito, il quale tuttavia fugge via passando per il sotterraneo. La mattina dopo, Savary consegna ad Angelica una lettera datagli da Peyrac nella quale egli le spiega che è fuggito per lasciarla vivere una vita felice senza di lui. Ma Angelica, non riuscendo a vivere senza l'uomo che ama, parte insieme a Savary alla ricerca di Joffrey.
In un'isola del sud della Francia, Angelica trova quelle che forse sono tracce del passaggio del marito e poi incontra per caso il Duca di Vivonne che costringe a portarla in Sardegna sulla sua galera sotto la minaccia di rivelare al re che la sorella del duca, Madame de Montespan, era presente ad una messa nera e che ha tramato per farla morire avvelenata. Al largo della Sardegna, la galera viene attaccata dallo sciabecco del Rescator, un pirata che attacca tutte le navi del re di Francia, e per salvarsi la vita, Angelica si tuffa in mare. Poco dopo si viene a scoprire che dietro l'identità del pirata si nasconde in realtà Joffrey. Savary, ripescato in mare dopo l'arrembaggio dagli uomini del Rescator, gli rivela poco prima di morire che Angelica era a bordo della barca che ha attaccato.
Angelica viene tratta in salvo dal Marchese d'Escrainville, un corsaro rinnegato che odia tutte le donne, che abuserà sessualmente di lei. Per aver preso le difese di una ragazza a bordo, Angelica viene rinchiusa dal corsaro insieme agli uomini più violenti del suo equipaggio. Solamente grazie all'intervento di Coriano, secondo di d'Escrainville, la donna viene salvata prima di essere violentata da essi. Alle lamentele di d'Escrainville per averlo fatto, l'uomo precisa di averlo fatto per evitare che venisse "rovinata" quella che ritiene essere una merce vendibile al mercato degli schiavi di Candia per un ottimo prezzo. Quando la nave di d'Escrainville viene abbordata da quella del Rescator in cerca di Angelica, il marchese nega di aver salvato la vita la donna o anche solo di averla mai vista.

### Quarta puntata
Angelica viene condotta a Candia, dove viene venduta come schiava. Comprata a sua insaputa proprio dal marito, divenuto un pirata temibile e ricchissimo con lo pseudonimo de "il Rescator", la donna viene rapita per la seconda volta dai pirati. Peyrac si lancia all'inseguimento e dopo aver sconfitto il corsaro d'Escrainville intuisce che la moglie sarà condotta ad Algeri. Mentre l'uomo cerca di raggiungere la città, Angelica viene affidata alle cure di Osman Ferradji, gran maestro dell'harem del re del Marocco, intenzionato a condurla al cospetto del suo padrone.
Giunta a Meknes Angelica si rifiuta di essere presentata al sultano come una sua nuova concubina e conduce un'esistenza defilata in mezzo alle donne dell'harem. Quando il sultano scopre della sua esistenza, ordina che sia condotta nei suoi appartamenti dove tenta di sedurla. Angelica non solo si ribella all'uomo, ma tenta anche di ucciderlo. Per aver attentato alla vita del sultano, la donna viene condannata ad essere frustata e solo l'intervento di Osman Ferradji impedisce che su di essa vengano perpetrate altre terribili torture. La regina Leïla Aïcha, gelosa di Angelica, cerca di ucciderla. Colin Paturel, uno schiavo, la convince però a desistere dai suoi piani e ad aiutarli a fuggire.
Nel frattempo, Joffrey nel tentativo di riscattare Angelica dal sultano, decide di rivelargli il suo segreto per la fabricazione dell'oro. Il sultano accetta, ma una volta tornati a palazzo, essi scoprono che Angelica è fuggita. Imputandosi la colpa dell'accaduto, Osman Ferradji accetta la punizione mortale che gli infligge il suo padrone, il quale poi promette a Joffrey di ritrovare sua moglie.

## Produzione
Nel 1985, Mediaset, che deteneva i diritti dei film, decise di realizzare una riduzione televisiva della saga cinematografica condensando i cinque film della saga in uno sceneggiato in quattro episodi.

## Distribuzione
Lo sceneggiato è stato trasmesso per la prima volta dal 25 febbraio al 18 marzo 1985 su Rete 4.
A differenza dei singoli film della saga, che continuano ad essere trasmessi tutt'oggi, quest'operazione di montaggio fu replicata solamente nel gennaio e febbraio 1986 sempre su Rete 4.